# Варвашевич Микола Федорович
Варвашевич Микола Федорович, біл. Мікалай Фёдаравіч Варвашэвіч (10 жовтня 1934 р., с. Радилавичі — 2001 р.) — білоруський режисер. Заслужений працівник культури Білорусі (1975).

## Біографія
Микола Варвашевич народився 10 жовтня 1934 року в селі Радилавичі Ганцевицького району Брестської області.
У 1961 році закінчив Ленінградський інститут театру, музики і кінематографу. З 1964 року — директор Дому культури в Слонімі, одночасно — режисер, а з 1967 року — директор народного театру. З 1990 року — директор і головний режисер Слонімського драматичного театру. Серед постановок: «Приймаки» Я. Купали (1933), «Ліки від кохання» (1992) і «Кохання з обманом» (1995) за п'єсами В. Голубка «Писареві іменини» і «Вітрогони», «Хитрощі баби Яги» А. Якимовича.
Помер у 2001 році, похований в Свіславичах.